# Saison 1974 de la Ligue canadienne de football
Chronologie
Saison précédente Saison suivante
La Saison 1974 de la Ligue canadienne de football est la 17e saison de cette compétition et la 91e saison depuis la fondation de la Canadian Rugby Football Union en 1884.

## Événements
La conférence de l'Est ajoute deux matchs à son calendrier régulier pour porter celui-ci à 16 rencontres, le même nombre que la conférence de l'Ouest. Celle-ci joue un calendrier de 16 matchs depuis 1952.
Les Alouettes de Montréal changent leur uniforme et leurs couleurs pour le bleu, blanc et rouge.
La première grève des joueurs se tient durant le camp d'entraînement. Elle a été réglée avant le début de la saison régulière. Cependant, la conjonction de cette grève avec celle des joueurs de la National Football League la même année a favorisé l'implantation de la World Football League, une ligue de football américain. Au début de 1974, celle ci accorde une franchise à la ville de Toronto, les Northmen de Toronto. Sentant l'avenir du football canadien menacé, le gouvernement fédéral de Pierre Elliott Trudeau introduit une loi accordant à la Ligue canadienne de football l'exclusivité des clubs de football nord-américain au Canada. Devant la menace de cette loi, qui ne fut finalement pas adoptée, les Northmen déménagent leur équipe à Memphis où elle devient les Southmen. Il n'y aura pas une autre grève dans la LCF jusqu'à 2022.
Des changements sont apportés aux trophées Schenley, remis aux joueurs les plus méritants du circuit. Le trophée du meilleur joueur de ligne, qui pouvait être attribué à un joueur de l'équipe défensive ou à un joueur de ligne offensive, est remplacé par deux trophées distincts, le trophée Schenley du meilleur joueur défensif et le trophée Schenley du meilleur joueur de ligne offensive. Les bourses associées aux trophées sont également augmentées.

## Classements
| Clt   | Équipe                 | PJ | V | D | N | BP  | BC  | Pts |
| ----- | ---------------------- | -- | - | - | - | --- | --- | --- |
| +001, | Alouettes de Montréal  | 16 | 9 | 5 | 2 | 339 | 271 | 20  |
| +002, | Rough Riders d'Ottawa  | 16 | 7 | 9 | 0 | 261 | 271 | 14  |
| +003, | Tiger-Cats de Hamilton | 16 | 7 | 9 | 0 | 279 | 313 | 14  |
| +004, | Argonauts de Toronto   | 16 | 6 | 9 | 1 | 281 | 314 | 13  |

| Clt   | Équipe                           | PJ | V  | D  | N | BP  | BC  | Pts |
| ----- | -------------------------------- | -- | -- | -- | - | --- | --- | --- |
| +001, | Eskimos d'Edmonton               | 16 | 10 | 5  | 1 | 345 | 247 | 21  |
| +002, | Roughriders de la Saskatchewan   | 16 | 9  | 7  | 0 | 305 | 289 | 18  |
| +003, | Lions de la Colombie-Britannique | 16 | 8  | 8  | 0 | 306 | 299 | 16  |
| +004, | Blue Bombers de Winnipeg         | 16 | 8  | 8  | 0 | 258 | 350 | 16  |
| +005, | Stampeders de Calgary            | 16 | 6  | 10 | 0 | 287 | 307 | 12  |

## Séries éliminatoires

### Demi-finale de la Conférence de l'Ouest
- 10 novembre : Lions de la Colombie-Britannique 14 - Roughriders de la Saskatchewan 24

### Finale de la Conférence de l'Ouest
- 17 novembre : Roughriders de la Saskatchewan 27 - Eskimos d'Edmonton 31

### Demi-finale de la Conférence de l'Est
- 10 novembre : Tiger-Cats de Hamilton 19 - Rough Riders d'Ottawa 21

### Finale de la Conférence de l'Est
- 17 novembre : Rough Riders d'Ottawa 4 - Alouettes de Montréal 14

### 62ecoupe Grey
- 24 novembre : Les Alouettes de Montréal gagnent 20-7 contre les Eskimos d'Edmonton au stade de l'Empire à Vancouver (Colombie-Britannique).

## Honneurs individuels
- Trophée Schenley du meilleur joueur : Tom Wilkinson (en) (QA), Eskimos d'Edmonton
- Trophée Schenley du meilleur joueur défensif : John Helton (en) (AD), Stampeders de Calgary
- Trophée Schenley du meilleur joueur de ligne offensive : Ed George (BL), Alouettes de Montréal
- Trophée Schenley du meilleur Canadien : Tony Gabriel (en) (DI), Tiger-Cats de Hamilton
- Trophée Schenley de la meilleure recrue : Sam Cvijanovich (en) (SEC), Argonauts de Toronto